# Tour de Upsala
El Tour de Upsala (oficialmente: Tour of Uppsala (en sueco)) es una carrera ciclista femenina profesional por etapas que se disputa anualmente en la ciudad de Upsala y sus alrededores en Suecia.
La carrera fue creada en el año 2018 como un complemento a la carrera masculina denominada como Scandinavian Race y otras carreras de Upsala y forma parte del Calendario UCI Femenino como competencia de categoría 2.2.

## Palmarés
| Año  | Ganador         | Segundo               | Tercero       |           |
| ---- | --------------- | --------------------- | ------------- | --------- |
| 2018 | Ida Erngren     | Kathrin Schweinberger | Sara Mustonen |           |
| 2019 | Sara Mustonen   | Vita Heine            | Lauren Dolan  |           |
| 2020 | cancelada       | cancelada             | cancelada     | cancelada |
| 2021 | cancelada       | cancelada             | cancelada     | cancelada |
| 2022 | Nathalie Eklund | Mari Hole Mohr        | Stine Borgli  |           |
| 2023 | cancelada       | cancelada             | cancelada     | cancelada |

## Palmarés por países
| País   | Victorias |
| ------ | --------- |
| Suecia | 3         |